# Darkspore
Darkspore era un videogioco, basato su Spore. Venne pubblicato nel 2011 per Windows. Viene definito come "un veloce, sci-fi Action-RPG in cui il giocatore combatte attraverso mondi alieni per salvare la galassia dalle forze mutanti dei Darkspore". Oltre all'editor di creature, è dotato di un unico meccanismo basato sull'azione di squadra, varie opzioni multiplayer, e un'arena PvP. Il gioco venne distribuito in Nord America il 26 aprile 2011 per Microsoft Windows, e in Europa il 28 aprile 2011.
Il videogioco era dotato di un DRM che richiedeva una connessione a Internet per poter giocare, anche da soli. A fine 2015 è stato annunciato che i server di gioco sarebbero stati chiusi il 1º marzo 2016, rendendolo di fatto ingiocabile. Il gioco non è comunque più in vendita tramite i canali ufficiali (quali Steam e Origin) dall'estate del 2013, a causa di alcuni problemi tecnici causati dall'abbandono del supporto da parte degli sviluppatori, poi risolti.

## Trama
I Crogenitor, stirpe di scienziati senza rivali crearono un vasto impero galattico. Riuscirono a padroneggiare la mutazione genetica attraverso il DNA, in quasi tutte le sue forme, e la usarono per creare un'armata di eroi genetici, conosciuti come "Armi Viventi". Ma la scoperta da parte del Crogenitor Xylan dell'E-DNA, un amminoacido sperimentale che si lega al DNA, cambiò tutto: poteva essere usato per archiviare secoli di evoluzione in poche ore, poteva trasformare in un'arma la vita stessa.
Tuttavia l'E-DNA era, a loro insaputa, estremamente instabile, per cui, tutti i soggetti che ne entrarono in contatto, vennero sopraffatti, trasformandosi in un incubo genetico dotato di una mente "alveare", conosciuta come "Darkspore". L'E-DNA rapidamente si trasformò in un virus che iniziò a contaminare ed espandersi nei laboratori dei Crogenitor, trasformando chiunque in un mutante assetato di sangue. Fortunatamente la rivolta fu placata dal Crogenitor Polaris, che, grazie al suo esoscheletro autocostruito riuscì ad arrestare la perdita dell'E-DNA, però ma al costo di terribili ferite.
Per questo suo fallimento Xylan venne esiliato. Tuttavia, convinto che lui e solo lui potesse dominare l'E-DNA, si infettò, mutando se stesso. Rinominatosi Il Corruttore, radunò intorno a sé cinque Crogenitor (Merak, Arcturus, Orcus, Polaris e Nashira) dalle vedute simili alle sue, trasformandoli nei Distruttori, iniziando ad infettare diversi pianeti con bombe mutagene all'E-DNA. Il primo a cadere fu Zelem's Nexus, seguito da Nocturna e Verdanth. Nel corso dell'assedio di Verdanth, il Corruttore si rivelò al mondo e la sperimentazione dell'E-DNA venne proibita. Per quanti sforzi i Crogenitor fecero per resistere alle forze del Corruttore, queste si rivelarono insufficienti, per cui, quasi tutti gli eroi genetici vennero massacrati, mentre l'impero dei Crogenitor si dissipava stella per stella.
Ormai in rotta totale, Crogenitor selezionati vennero messi in capsule criogeniche e spediti nello spazio, giusto poco prima che il Corruttore muovesse il suo attacco finale, devastando il pianeta natale dei Crogenitor Perceptum rinominandolo Scaldron. Uno di questi sopravvissuti dormì per un periodo indefinito, in attesa che l'intelligenza artificiale della flotta Crogenitor, HELIX riuscisse a stabilizzare l'E-DNA. Dopo 1000 anni di calcolo l'HELIX riuscì nel suo compito e risvegliò il Crogenitor, che iniziò a radunare nuove Armi Viventi e a potenziarle con L'E-DNA stabilizzato.
L'insurrezione Crogenitor, iniziò con pochi coraggiosi eroi, e crebbe alle dimensioni di una piccola armata. Iniziarono ad attaccare e razziare le fortezze dei Darkspore, scoprendo nuovi compagni lungo il tragitto, e arrivando sempre più vicini all'obiettivo di liberare la galassia dalla loro minaccia, sconfiggendo uno ad uno i Distruttori e arrivando a faccia a faccia con il Corruttore. Senza più Darkspore la galassia iniziò a riorganizzarsi. Ma era veramente finita?

## Eroi genetici
Gli eroi genetici o "Armi viventi" sono raggruppati in cinque tipi: Plasma, Quantum, Bio, Cyber, and Necro. La genesi Plasma controlla il fuoco e l'elettroplasma, i Quantum controllano lo spazio-tempo e posseggono abilità nel plasmare materia ed energia, i Bio controllano le piante, gli animali, il veleno e l'energia vitale, i Cyber usano missili e proiettili e colpi energetici, i Necro controllano le anime, la paura, l'oscurità, la morte, e le realtà distorte. Ogni eroe è poi suddiviso in una delle seguenti classi: Sentinel, Ravager e Tempest. I Sentinel sono esseri robusti con alti poteri di attacco e difesa ma molto lenti negli spostamenti, i Ravager hanno alta velocità e attacco bilanciato ma mal sopportano i danni fisici, i Tempest sono eroi che usano attacchi a distanza e potenti abilità di supporto. Anche se esistono solo 25 eroi originali, il giocatore avrà la possibilità di sbloccare altre 3 "varianti genetiche" di ogni eroe, alzando il numero totale a 100. Queste varianti sono divise in 4 ranghi: Alfa (la versione base dell'eroe), Beta, Gamma e Delta. Ogni variante possiede una delle quattro diverse abilità da variante specifiche per tipo genetico, possedute da ogni eroe in ordine diverso. Ogni qualvolta il videogiocatore alzerà il suo livello di Crogenitor un eroe a scelta, potrà essere bloccato, tra un gruppo di 3/4 elementi.
- Zrin - Zrin era un criminale di bassa lega rinchiuso in una cella sul suo pianeta natale Cryos, finché i Darkspore non uccisero o mutarono i carcerieri, lasciando i detenuti a morire di stenti. Quando Zrin era ormai allo stremo, Crogenitor Ptyron apparve davanti a lui, donandogli dolorosamente i poteri dei Plasma. Risvegliatosi, d'istinto Zrin fuse le pareti della sua cella e marciando sul campo di battaglia incenerì da solo un'intera orda di Darkspore. L'attacco dei Darkspore al pianeta offriva a Zrin potere, divertimento, e vendetta, e si sarebbe unito a loro a braccia aperte se il prezzo da pagare non fosse stato la propria volontà. Così si uni all'Insurrezione con il titolo " il Pugno Solare ". Ora è un Plasma Sentinel la cui mano destra è attraversata da scariche elettriche, la sinistra è costantemente in fiamme e la sua pelle si indurisce dopo ogni colpo. Porta dei bracciali corazzati che gli ricoprono gli avambracci e contornano il polso con corte lame.
- Vex - Era uno dei tecnici addetti al mantenimento del sistema di teletrasporto di Zelem Nexus. Conosceva tutto della griglia, ma non era a conoscenza del fatto che le radiazioni gravitazionali-tempo-spaziali lo stavano avvelenando. Ma nemmeno Crogenitor Zelem, né tantomeno Vex potevano presupporre che le radiazioni stavano risvegliando le abilità latenti di Vex. Quando un giorno Vex si teletrasportò involontariamente dal Nexus al vuoto spaziale, istintivamente riattivò tale abilità per teletrasportarsi nel luogo che energeticamente sentiva più sicuro: il rifugio di Zelem. Spaventato dall'orrido aspetto di Zelem, in una regione che non sapeva neppure che esistesse, Vex tentò di teletrasportarsi fuori dalle grinfie di quello che percepiva come un rapitore, finendo per teletrasportasi all'impazzata per tutto il laboratorio del Crogenitor, distruggendo quasi tutto e inavvertitamente rendendo i suoi poteri più forti a ogni spostamento, arrivando a dominare il tempo. Riuscì persino a rallentare Zelem, e avrebbe anche potuto distruggerlo se non fosse stato per le più sagge difese di quest'ultimo. Per sua fortuna Zelem non dette peso all'incidente rimanendo anzi affascinato da tali poteri. Quando i Darkspore attaccarono, Vex combatté usando i suoi poteri come un inarrestabile guerriero Quantum Ravager teletrasportante si uni all'Insurrezione come " il Cambia Tempo ". Vex combatté usando una coppia di spade, simili a katane, fissate agli avambracci da due bracciali.
- Sage - Era uno scienziato del pianeta Verdanth: usando degli scanner individuò e parlò con Crogenitor Astra. Sage comprese che, mentre Astra non poneva in pericolo il pianeta, un'altra tremenda forza invece sì: i Darkspore. Impotente nel nell'impedire la conquista, Sage ricalibrò le sue invenzioni riforestatrici usando le conoscenze che Astra gli aveva lasciato venendo conosciuto come "la guardia forestale di vita". Sage spera di riconquistare il suo pianeta e di poter riporre le armi della guerra per riprendere la via della scienza. Con i suoi sforzi Sage ha dimostrato che i Darkspore non sono imbattibili. Simile a un centauro di legno, Sage usa come arma un fucile energetico apparentemente impiantato al posto della mano destra in grado tra le altre cose di generare piccole creature vegetali definite, Dendrones.
- Goliath - Goliath è un onorabile, coraggioso e compassionevole Cyber Sentinel da Infinity. Secondo la leggenda Goliath discende da un antico ordine tecnomarziale. In realtà non aveva lignaggio: nessun maestro, nessun antenato d'élite, nessuno che potesse aiutarlo quando lui stesso fu costretto a fuggire dai Darkspore attraverso le lande avvelenate di Infinity. Nessuno tranne, Crogenitor Suzu. Trovato mezzo morto, sommerso in una palude tossica, Suzu alterò il suo corpo per resistere al letale ambiente del suo pianeta, fondendolo con un esoscheletro ipercinetico. Ma il suo regalo più grande fu la spada elettrica, un'arma devastante capace di trapassare qualsiasi sostanza. Usando questa potentissima arma, Goliath affrontò in campo aperto i suoi inseguitori, distruggendoli. Da allora combatte difendendo tutti gli innocenti fuggitivi ed esiliati con il titolo "il guardiano energetico".
- Arakna - Uno dei frutti di tanti terribili esperimenti di incrocio di Crogenitor Ingto, è uno spietato membro della Legione di Nocturni, Arakna è una Necro Ravager conosciuta come "la collezionista di anime" per la sua abilità di strappare e trattenere le identità neuro-intellettuali da chiunque contrasti la Legione, estorcendo, tramite questa dolorosissima tortura, segreti e piani tattici, sfamando i suoi piccoli nel suo ventre con le anime strappate, oppure utilizzandole come proiettili del suo cannone neurale fissato sul suo addome.[7]
- Blitz - Intrappolato in una tremenda era glaciale e in un luogo isolato, sembrava che il pianeta Cryos non potesse più sopravvivere. Ma nel momento in cui Crogenitor Ptyron riconobbe sul pianeta Cryos una creatura con una forza volontà quasi cosmica, si convinse che meritava una seconda chance. Ptyron aveva trovato un nido di dodici piccoli reptiloidi, così elastici in grado di respingere attacchi di creature dieci volte più grandi di loro. Sottoponendo l'intera nidiata a una modifica genetica, creò uno squadrone di devastanti, fieramente leali, altamente intelligenti guerrieri. E il più forte tra loro era Blitz. Blitz guidò i suoi compagni per un lungo viaggio attraverso le lande gelate e desolate di Cryos. Perdendo quasi tutti i suoi fratelli, raggiunse la fascia equatoriale del pianeta e in quel luogo costruì un rifugio, fulcro della nuova civiltà "criosi". Non un conquistatore, ma un difensore della giustizia, Blitz accettava nel suo protettorato chiunque potesse sfamare i suoi fratelli e costruire una città intorno ad essi. Ma per chiunque minacci la sua comunità, Blitz rilascia tutto il potere, attraverso il quale aveva guadagnato un titolo che dura da mille anni: "il colpitore tempestoso". Blitz è un Plasma Ravager dotato di tutte le abilità collegate alla manipolazione dell'elettricità. Combatte usando un paio di protezioni poste sugli avambracci con lunghe lame simili a ad artigli, in grado di proiettare intorno a sé uno scudo al plasma e cavalcare l'elettricità stessa.
- Magnos - Con la naturale abilità del suo clan di manipolare la massa e la gravità, e mutato da Zelem in modo che fosse in grado di assorbire ogni tipo di fonte di radiazioni, Magnos divenne il lottatore più forte del suo clan, vivendo per decenni solo ricevere l'approvazione della folla mentre eviscerava il suo avversario nei ring di Pristine Triangle, il sanguinoso sport alla base della sua civiltà, e sconfiggendo tutti i suoi avversari. Finché i Darkspore non attaccarono Zelem Nexus. Formando un devastante team con i suoi più forti avversari, quei pochi che aveva lasciato in vita, Magnos creò un buco nel mito dell'invincibilità dei Darkspore quando lui e il suo gruppo distrussero a mani nude una Dreadnought. Unitosi all'Insurrezione con il titolo " il Sentinel bistellare " Magnos utilizza come armi esclusivamente gli artigli delle sue colossali mani, controllando la gravità stessa.
- Tork - "Il re dei funghi ". Non è sempre stato l'attuale eroico Bio Tempest di oggi. Era un esiliato farabutto originario del pianeta Verdanth, un ladro che rubava qualunque cosa di nutriente o sostanza psicoattiva, finché Crogenitor Astra, disgustato da un tale atteggiamento, lo rapì e lo usò come cavia da laboratorio per ben dieci anni, costringendolo a vivere nel terrore. Anche se Astra non lo usò mai la tortura, usandolo esclusivamente per ripetere prove anatomiche e di resistenza, Tork cominciò a identificarsi con gli altri soggetti di Astra: indifesi e atterriti. Giurò che alla prima opportunità avrebbe liberato tutti dal laboratorio dell'alieno gigante che li aveva catturati e li teneva prigionieri. Ed una mattina Astra gli dette tale opportunità, di proposito. Tork combatté con qualunque cosa avesse, persino abilità a lui sconosciute: una nuvola di spore soporifere e del polline tanto velenoso che avrebbe intossicato qualsiasi creatura, tranne un Crogenitor. Di nuovo liberi, Tork usò le spore guaritrici, ora più forti, per guarire i suoi amici. E quando i Darkspore attaccarono Tork usò i suoi nuovi poteri non per conquistare ma per liberare. Tork usa dei cannoni spara spore velenose attaccati agli avambracci e indossa costantemente una maschera anti-gas metallica.
- Meditron - Esploratore ed ex-dottore proveniente da Infinity, Meditron ritorna da un lungo viaggio per vedere inorridito la sua casa natia infestata dai Darkspore. Scappò, avvertendo chiunque incontrasse dell'olocausto, finché i suoi inseguitori non lo abbatterono, facendolo precipitare in un crepaccio conosciuto come Iktotom's Skull. Qui scoprì un vecchio rifugio di Crogenitor Suzu. Ora al sicuro, Meditron ricalibrò i suoi nanobot curativi utilizzando la tecnologia Suzu in modo che fossero in grado di riprodursi migliaia di volte più velocemente. Attaccò con i nanobot i suoi inseguitori, penetrando il sistema nervoso centrale e creando una sensazione di dolore insostenibile. I suoi inseguitori provarono un tale dolore da farsi a pezzi da soli. Incontrò poi l'Insurrezione e si unì a loro come "il bot riparatore". Lui è un Cyber Tempest a sei gambe, che usa un fucile spara nanobot impiantato al posto della mano destra.
- Jinx - Uno dei molti Nocturni dotati di poteri Necro, "donati" loro da Crogenitor Ingto, quando distrusse la catena della vita e gli spiriti di Nocturna. Questi poteri erano ben lontani da una benedizione, dato che la maggior parte dei Nocturni "scelti" morirono durante l'infanzia, con solo i più forti sopravvissuti. Jinx era la più potente di tutti. Il perché Jinx si unì alla forza militare che conquistò la sua popolazione, la Legione di Nocturni, rimane un mistero. Molti crederono che fosse una traditrice, altri che stesse lavorando come spia, altri ancora pensarono che gli fosse stato fatto il lavaggio del cervello da uno dei Nocturni Eterni. Ma alla fine lascia la Legione, nel momento in cui raggiunse il grado di comandante, giurando di distruggerne i capi. Jinx e i soldati fedeli a lei si rivoltarono contro i loro commilitoni in un devastante tradimento. Portando con sé i suoi migliori guerrieri ai loro nidi ancestrali, Jinx mirava di liberare il suo popolo schiavizzato. Tuttavia l'attacco dei Darkspore la costrinsero a cambiare i suoi piani, da planetari a galattici, e trasformandosi nella "la mietitrice oscura ". Questa Necro Sentinel simile a un insetto, combatte con un mostruoso scettro con il quale incanala i suoi oscuri poteri.
- Krel - È un Plasma Ravager simile a un cane-rettile demoniaco. Conosciuto come " la tempesta di fuoco vivente " combatte utilizzando le sue abilità infuocate ed il cannone al plasma tri-bocca che porta sulla groppa. La sua specie venne duramente colpita quando il pianeta Cryos fu investito da un'era glaciale. Ma Krel non voleva arrendersi alle tempeste di neve, ben sapendo, che se lui non avesse riportato alla tana del cibo, le sue migliaia di uova sarebbero morte di fame una volta schiuse, e la sua specie si sarebbe estinta per sempre. Ma le tempeste di neve divenivano sempre più forti e un giorno Krel dovette piegarsi. Mentre moriva congelato ricevette la visita di Crogenitor Ptyron, impressionato dal suo spirito combattivo. Ptyron gli concesse i poteri del Plasma e poi sparì. Ma vi erano ben altre ragioni che la semplice pietà, che spingevano il Crogenitor a tale azione. Una ben altra tempesta stava per abbattersi sul pianeta. Tornando alla tana con una mega bestia abbrustolita da lui stesso uccisa, Krel trovò tutti i suoi piccoli morti. In una sola mutazione di massa di uova, i Darkspore distrussero l'ultima speranza per la razza di Krel. Krel inseguì i suoi aggressori, eliminandoli tutti. E da allora Krel è divenuto il flagello per qualunque mostro nel territorio di Cryos.
- Andromeda - È una Quantum Tempest di forma umanoide, ma con coda, tentacoli simili a capelli, appendici simili ad ali, gambe snodate in quattro e la mancanza del naso. Usa uno scettro futuristico con il quale lancia impulsi energetici ed è conosciuta come " la maestra della guerra gravitazionale". Prima dell'invasione Darkspore, era un ingegnere d'élite dei teleportali: quando un reattore antigravitazionale ebbe un malfunzionamento pose in salvò Mishima, la sua isola fluttuante natia, lanciandogli contro altre dodici isole. Utilizzando impulsi antigravitazionali su queste isole, Andromeda salvò milioni di vite. Impressionato da una tale ingegnosità tecnica, Zelem condusse "sua figlia", come la definiva lui, nel suo antro attraverso una serie di indizi. Da Zelem, Andromeda imparò molto, e quando sparì durante l'attacco dei Darkspore, creò una squadra di guerriglieri con le altre Armi Viventi sopravvissute, equipaggiandole con armi gravitazionali create grazie agli insegnamenti di Zelem. Successivamente si unì all'Insurrezione.
- Viper - "Il Ravager tossico ", abile costruttore di armi di Verdanth. Quando i Darkspore attaccarono, cercò di rifornire i movimenti ribelli con i pochi materiali disponibili, ma tutte le volte assisteva al fallimento. Una notte venne rapito dalla sua fonderia da Crogenitor Astra, che, attraverso una serie di esperimenti lo rese dieci volte più forte della media della sua specie. Divenuto un capo guerrigliero, Viper combatté per molti anni, e col tempo, la sua pelle cominciò a produrre una potente tossina. Da allora combatte usando un paio di lame che assorbono parte del suo veleno, attaccate ai polsi delle sue braccia superiori. Purtroppo le sue vittorie spinsero il Corruttore a infettare Verdanth con un terribile virus che decimò la vita sul pianeta.
- Titan - "L'impenetrabile" è un Cyber Sentinel quadrupede simile per andatura ad un gorilla. Possiede mitragliatrici poste sulle spalle e piedi potenti abbastanza da creare piccoli terremoti. Uno degli ultimi della sua specie, era un ingegnere del super inquinato Infinity. Costruendo ponti e torri altissime, usando la sua inventiva per creare e connettere, sognava di resuscitare le antiche città-fabbriche e rendere di nuovo vivo il suo mondo. Ma lavorare da solo per decenni lasciò il segno sul suo corpo, finché un giorno cadde verso la morte ... in realtà solo per essere resuscitato da Crogenitor Suzu. Per Titan, sembrò quasi un incubo ... trasformato in un sogno. Ricordava solo di essere orribilmente caduto, il suo corpo sbattuto contro l'acciaio e le rocce prima di schiantarsi in un laghetto inquinatissimo. E poi ... oscurità, agonia ... ed infine una sinfonia di sensazioni elettriche. Il suo corpo rinato dal potere e la forza della sua ricostruzione cibernetica. Per motivi che non poteva capire, Titan emerse dal rifugio di Suzu per ricominciare il suo progetto di ricostruzione. Ma i Darkspore discesero per distruggere il suo sogno. Riprogrammando qualsiasi Bot riparatore avesse fra le mani nella sua personale legione, Titan cambiò da costruttore a distruttore, specializzato in raid di guerriglia. Difeso dal suo scudo energetico autocostruito e sparando colpi a ripetizione, Titan è determinato a distruggere i Darkspore presenti sul suo pianeta.
- Wraith - È un Necro Sentinel conosciuto come "lo spettro della vendetta". Questo colosso da Nocturna combatte usando un'ascia da guerra e possiede l'abilità di rendere se stesso e i compagni quasi invulnerabili. Prima dell'attacco dei Darkspore era un guardiano necrotico, uno degli esseri incaricati di tenere in equilibrio l'energia vitale di Nocturna e i suoi spiriti, un compito divenuto sempre più difficile da quando Crogenitor Ingto distrusse la membrana di divisione delle due forze. Costretto a nascondersi nelle miniere, nel momento in cui la Legione di Nocturni conquistò il suo clan e sterminò gli spiriti al di là della membrana, venne mutato dall'enorme energia Necro presente nel sottosuolo, ottenendo poteri Necro. Riavutosi dallo shock, uscì dalla caverna, eliminando chiunque lo fronteggiasse.E quando i Darkspore spodestarono la legione Wraith li colpì con una furia devastante.
- Lumin - Chiamato anche "il creatore di elettricità", Lumin è un Plasma Tempest proveniente da Cryos. Lumin, una volta era un salvatore, soccorreva chiunque fosse in pericolo a causa dei Darkspore, non importava il rischio o il piano. Ma nonostante il suo eroismo, perse molti innocenti nell'orrore della guerra, e troppe vittime, a causa delle mutazioni dei Darkspore. Ed ogni volta era costretto a eliminare i Cryosi infettati, prima che danneggiassero altri civili. Quando Crogenitor Ptyron lo trovò, Lumin era già impazzito. Ptyron si rese conto che l'unica cura possibile era ridargli la possibilità di salvare la sua gente. Gli conferì così il potere di controllare l'elettricità e le tempeste, in modo che potesse diventare un eroe, anche più grande di prima. Lumin incanala i suoi poteri in uno speciale bordone.
- Maldri - È conosciuto come, "il razziatore Quantum ". Normalmente questo Quantum Ravager si può sbloccare solo dopo aver superato l'undicesimo livello da Crogenitor, ma per chi ordina l'edizione limitata sarà già sbloccato e pronto all'uso. Era uno scassinatore professionista, sempre impegnato a ottenere ciò che voleva. A differenza degli altri abitanti del Nexus che videro nell'attacco Darkspore una catastrofe, Maldri lo vide come un'occasione per guadagnarci. Soprattutto quando trovò il laboratorio di un individuo ritenuto da molti solo un mito. Dentro il rifugio di Zelem, Maldri tentò di portare via tutto ciò che non fosse saldato al pavimento, ma accidentalmente attivò un congegno che lo modificò a livello dimensionale, donandogli, come scoprì in seguito, una serie di poteri Quantum. Uscendo dal rifugio Maldri si ritrovò circondato da Darkspore. Maldri cominciò quindi a fare dei salti dimensionali, apparendo dove erano i suoi avversari, colpendoli, e poi svanire di nuovo. Con i suoi assalti improbabili, evitava che gli procurassero dei danni. Alcuni suoi nemici vennero rallentati, altri congelati nel tempo. Altri ancora vennero respinti indietro, e altri esplosero. Tra i Darkspore, Maldri era conosciuto come un essere imprevedibile, quasi un intoccabile spettro. Attacca utilizzando grosse lame a falce.
- Revenant - Revenant è un necro tempest conosciuto come "il Deathraider delle Stelle" ed è un membro della Legione dei Nocturni. La leggenda dice che la sua forza nacque quando un fulmine di neutroni lo colpì in piena battaglia. Ma la verità è ben altra. Mutato da Crogenitor Ingto quando era solo uno degli innumerevoli orfani che i disastri provocati dallo stesso Ingto avevano creato, questo "raggio mortale semovente" aveva risalito la gerarchia della Legione fino al grado di pretoriano. Prima dell'arrivo del Darkspore Revenant non aveva mai affrontato la sconfitta e ora, come capo di guerriglia, sogna di macellare lui stesso Il Corruttore. Questo eroe ha tre gambe e possiede uno speciale cristallo in testa che gli permette di incanalare i suoi poteri psichici.
- Skar - Prima dell'invasione dei Darkspore nessun'altra armata era più temuta della legione di Nocturni soprattutto per l'enorme numero di mostri. Mostri come Skar "l'Ombra della Morte", un necro ravager. Uno dei prodotti della mente distorta di Ingto, è un ex guerriero della Legione dei Nocturni, costretto a nascondersi dopo l'arrivo del Darkspore, ad un passo dal potere assoluto su Nocturna. Spera di impadronirsi del potere, una volta eliminati gli invasori. È simile ad un ragno-centauro e la sua arma è una coppia di piccoli pugnali posti sui polsi.
- Arborus - Bio sentinel di Verdanth. È conosciuto come, "il Protettore dei Verdanthi". Ogni millennio i Verdanthi scelgono le loro seicento menti più ecologicamente armoniose per divenire i loro Ikuyu, gli dei del verde infinito. Dopo l'arrivo dei Darkspore, Astra modificò schiere di Verdanthi per individuare il più potente tra essi, ed Arborus superava tutti. In passato il prefetto Arborus era ben lontano dall'essere divino. Ma l'eccidio di massa dei Darkspore lo costrinsero a rimanere in difesa di tutti i Verdanthi militarmente impreparati. Spera di portare un giorno Verdanth ad un livello superiore di bellezza biologica, e chissà, anche visitare le stelle. Ma con Verdanth sotto assedio, Arborus è pronto a tutto per riportare la pace sul suo pianeta e a qualsiasi costo. Questo Sentinel è un poderoso essere, simile ad un troll o un orco mescolato con un albero con quattro braccia. La sua arma è una mazza chiodata in legno.
- Savage - Savage, il "Signore delle Bestie", è un bio sentinel proveniente da Verdanth. Dopo che i suoi genitori morirono durante un terremoto, ancora un bambino, corse nella foresta pluviale, dove diventò più simile ad una bestia, soprattutto perché possiede la rara capacità di comunicare con la fauna. Un giorno fu diretto da Crogenitor Astra in un luogo pieno di funghi mutageni creati appositamente dal Crogenitor stesso. Savage venne trasformato definitivamente e migliorò le sue abilità. A quel punto divenne il re della fauna locale, conosciuto dalla popolazione per i suoi salvataggi eroici, fino a quando il Darkspore non conquistò il pianeta. Savage continua a combattere insieme al suo compagno, il suo animale "domestico". Le sue armi sono un paio di bracciali posizionati sugli avambracci e dotati di grosse lame ricurve.
- Char - Char è un plasma tempest di Cryos ed è conosciuto come "L'Inferno Ardente". In origine era un distruttore, un cacciatore di criminali, ma nemmeno lui poteva fermarli tutti, e, nel momento in cui, dopo un'imboscata fu abbandonato a morire da un team di ribelli, Crogenitor Ptyron lo guarì e gli diede la possibilità di bruciare qualsiasi cosa che osservava. E quando iniziò l'invasione dei Darkspore, pochi si posero contro di lui. Due occhi, un viso piatto, cinque gambe stranamente posizionate, ma privo di armi.
- Seraph XS - Chiamata anche "L'Infiltratrice", è una cyber ravager di Infinity. È l'ultima superstite Combot, un drone da guerra utilizzata dalla fazione Randayn nel corso delle loro guerre civili. Seraph venne modificata da Crogenitor Suzu donandogli una personalità propria, sperando che, un giorno, potesse vivere una vita ricca di significato, libera dalla guerra. Ma l'arrivo dei Darkspore hanno trasformato la libertà di vivere in libertà di chi uccidere. Ha quattro gambe e due braccia; la sua arma è un cannone lanciagranate al posto della mano destra.
- SRS-42 - Merita certamente il titolo del "Comandante dei Missili". È un Cyber Tempest simile ad un carro armato. È in grado sparare dei missili che causano un considerevole danno in una specifica area. Dopo essere stato quasi ucciso da una neurotossina mortale rilasciata nella fabbrica di Infinity dove lavorava, venne resuscitato da Crogenitor Suzu, che lo trasformò in un cyborg. Lasciata la fabbrica che sarebbe stata la sua tomba, SRS-42 s'imbatté nell'incombente invasione dei Darkspore, e usando i suoi missili, fu in grado di distruggere da solo, un'intera armata comprese le macchine da guerra. È bipede, non ha braccia, ed è molto meno agile di Titan.

## Personaggi non Eroi
- Zelem - Il miglior scienziato Crogenitor, esperto del genere Quantum. Lavorò tutta la vita per perfezionare la griglia gravitazionale creata per mantenere insieme i frammenti del pianeta Nakto assistito solo da macchine e da Armi Viventi attentamente selezionate della specie Quantum. Purtroppo durante il primissimo attacco Darkspore, più tardi conosciuto come il Massacro del Nexus, Zelem fu abbattuto mentre tentava la fuga.
- Ptyron - Questo Crogenitor gigante, esperto del genere Plasma, vagava per Cryos molto prima dell'invasione Darkspore, compiendo diversi tentativi di resuscitare il pianeta morente. Non si sa se è stata una sua idea aprire un buco bianco nel nucleo di Cryos. Gli ultimi suoi movimenti risalgono a quando ha salvato dalla morte (o dalla pazzia) Krel, Zrin e Lumin. A differenza di altri Crogenitor che selezionano le Armi Viventi tra i membri più forti, Ptyron concede i poteri Plasma a chi lo impressiona positivamente.
- Astra - Da molto tempo Astra viveva su Verdanth. Ha insegnato molto a Sage sul genere Bio. Contrariamente agli altri Crogenitor, vede l'invasione come un'occasione irripetibile di sperimentazione. Gli ultimi suoi movimenti risalgono a quando modificò Viper. Benché apprezzi le qualità positive Astra non esita a usare le maniere forti per ottenere i risultati desiderati.
- Ingto - Esperto del genere Necro, da molto tempo ha intrapreso un ambizioso progetto su Nocturna: selezionare gli individui più resistenti per creare potenti eroi genetici. Per fare questo ha inquinato, intossicato, sparso virus, attivato vulcani, squarciato la membrana spiritica, fatto esperimenti di incrocio, rapito e mutato orfani. I suoi piani sono stati tuttavia rovinati dall'invasione dei Darkspore. Dei Crogenitor conosciuti Ingto è decisamente il più crudele. Non si sa che fine abbia fatto.
- Suzu - Similmente a Ptyron, Suzu sfrutta le sue conoscenze del genere Cyber per rendere migliore la vita degli abitanti del miserabile pianeta Infinity. Non si sa che fine abbia fatto.
- Xylan - Crogenitor Xylan, scopritore dell'E-DNA. Mandato in esilio dopo che l'E-DNA si dimostrò instabile, convinto che lui e lui solo potesse sostenere la sua creazione si infuse con esso, finendo però come tutti gli altri soggetti. Rinominatosi Il Corruttore, cominciò a infettare vari pianeti con le sue bombe mutagene, fino alla totale distruzione della sua stessa razza.
- Il Giocatore - Crogenitor risvegliatosi dopo mille anni dalla caduta della sua civiltà, controlla tramite un controllo a distanza le Armi Viventi riunite nell'Insurrezione Crogenitor.
- HELIX - L'intelligenza artificiale della flotta Crogenitor, all'HELIX fu affidato il compito di accudire i Crogenitor nelle capsule criogeniche e tentare di purificare l'E-DNA, compito che portò a termine dopo mille anni di calcoli. Parla con una dolce voce femminile leggermente distorta.
- I Distruttori - Questi cinque Crogenitor vennero contattati dal Corruttore, e divennero, dopo essersi alleati con il Corruttore, i Darkspore più potenti dopo di lui. Ognuno di loro appartiene ad uno dei generi genetici e controllano i pianeti dal quale tali generi discendono. I loro nomi sono Merak, Nashira, Arcturus, Polaris e Orcus.
- I Darkspore - Questi orribili mutanti possiedono una mente ad alveare e un irrefrenabile istinto ad uccidere qualunque essere vivente non appartenente alla loro razza. Le qualità positive dell'E-DNA permangono in loro, quali resistenza, forza, intelligenza. I Darkspore sono, per esempio, abbastanza intelligenti da saper come migliorare la griglia gravitazionale di Zelem's Nexus, cosa che nemmeno Zelem era riuscito a fare. Non sono tuttavia senzienti e perciò necessitano di un Darkspore superiore come il Corruttore o un Distruttore per coordinare gli attacchi militari. La maggior parte dei Darkspore discendono dalla fauna dei pianeti conquistati, ma un numero rilevante di essi erano in origine membri delle specie senzienti di tali pianeti, o ancora esseri biomeccanici riprogrammati dai mutanti stessi. Appartengono anche loro a uno dei cinque generi genetici.

## Pianeti
- Zelem's Nexus - Un tempo era il pacifico pianeta Nakto. Quando la sua stella, Zee-Nakto collassò, il pianeta venne distrutto. Zelem passò tutto il resto della sua vita cercando di stabilizzare la griglia gravitazionale costruita per trattenere tali frammenti e per evitare che si schiantassero tra loro. Patria del genere Quantum, è stato il primissimo pianeta a provare la furia dei Darkspore. Benché il conflitto passò inosservato per la maggioranza degli abitanti del Nexus, tale disfatta venne in seguito chiamata " il massacro del Nexus". Dopo la loro conquista, i Darkspore hanno perfezionato la griglia gravitazionale e attualmente sfruttano Zelem's Nexus come base principale delle loro azioni. Il distruttore che aspetta il giocatore è Polaris, "il manipola gravità" lo stesso Polaris che in passato aveva bloccato sul nascere la prima insurrezione dei Darkspore, a costo però di terribili ferite. Gli abitanti del Nexus sono detti "Zelemi"
- Nocturna - Nocturna "il pianeta oscuro", patria del genere Necro, fu il secondo pianeta ad subire la conquista dei Darkspore. La popolazione, martoriata da decenni di crisi dovute alle catastrofi provocate da Crogenitor Ingto, e le continue guerre intestine tra le tribù, fu facilmente conquistata dall'orda. Organizzazione di spicco prima della caduta di Nocturna era La Legione di Nocturni, una forza militare guidata da enigmatici capi conosciuti come i Nocturni Eterni. Tale organizzazione raggruppava sotto di sé un elevato numero degli orribili esperimenti di Ingto, e, sfruttandone la forza aveva conquistato la maggioranza delle tribù di Nocturna. Un tempo esisteva un ordine di guardiani energetici, con il compito di mantenere stabile il confine tra il mondo dei vivi e quello dei morti, ma la legione, sfruttando l'instabilità della membrana, ha massacrato gli spiriti posti al di là di essa. Primo pianeta a sperimentare la potenza delle Capsule Virali Darkspore del Corruttore, fu anche stato il primo a produrre Operativi Darkspore.[8] Dotato di tre lune e una piccola nana marrone di nome Timbro come sole, Nocturna è quasi sempre oscurata, da qui il nome di pianeta oscuro. Il Distruttore in capo a Nocturna è la crudele Nashira, "Il Vuoto Oscuro". Gli abitanti di Nocturna sono chiamati " Nocturni".
- Verdanth - Verdanth, patria del genere Bio, era un pacifico pianeta verdeggiante, dove la popolazione locale, i "Verdanthi", convivevano tra tecnologia e spiritualità. Ogni mille anni i Verdanthi selezionano seicento individui per divenire i loro capi, per regolare la loro biosfera e costruire la successiva epoca nella loro cultura. Inoltre in ogni generazione, alcuni Verdanthi nascono con la capacità di comprendere il linguaggio animale. Come gli abitanti degli altri pianeti, i Verdanthi erano all'oscuro dell'esistenza della razza Crogenitor, e non si aspettavano certo di vedere la loro fauna trasformarsi in una mostruosità ferale. Moltissimi Verdanti sono stati potenziati dalle azioni di Crogenitor Astra. Le vittorie dei Verdanthi sull'orda Darkspore hanno spinto il Corruttore ha infettare Verdanth con un potente virus che ha devastato la vita intelligente del pianeta. Il distruttore che domina Verdanth è Orcus, "Il Divoratore di Vita".
- Cryos - La patria del genere Plasma, Cryos, da secoli è attanagliata da un'era glaciale planetaria che ha estinto la maggior parte delle specie. Cercando di riscaldare il pianeta, i Crogenitor hanno tentato di aprire un Buco bianco nel nucleo del pianeta. Tuttavia questo ha solo peggiorato le cose, dato che ora è attraversato da fiumi e oceani di Plasma bollente, ma rimane tuttavia sempre congelato. I Criosi fanno fatica a sopravvivere in queste difficili condizioni. Recentemente le cose avevano iniziato a migliorare dopo che Blitz, un reptiloide mutato da Ptyron, e la sua famiglia avevano fondato una comunità nella fascia equatoriale del pianeta. Dopo un devastante attacco combinato di tutti i Distruttori, che spazzò via tutti i Crogenitor rifigiatisi nella landa ghiacciata, Cryos è caduto facilmente nelle mani dei Darkspore. Nonostante il lungo assedio, i Darkspore non sono ancora riusciti a decifrare l'antica tecnologia lasciata qui dai Crogenitor. Il Distruttore sovrano di Cryos è Merak, "il Devastatore" il primo Crogenitor ad allearsi con il Corruttore.
- Infinity - Il super-inquinato Infinity era il pinnacolo della tecnologia Crogenitor, oltre che la patria del genere Cyber. L'iper-industrializzazione ha condotto questo pianeta alla rovina, prima inquinando la terra, poi spingendo la popolazione locale a combattere per le scarse risorse. Pochissimi abitanti rimasero su Infinity. La maggioranza della popolazione si è convertita in Cyborg per sopravvivere, moltissimi sono morti a causa dell'inquinamento, altri si sono raggruppati in bande armate, cacciatori di taglie o in gruppi zelotisti, a caccia di chiunque fosse stato accusato ingiustamente o meno di un crimine. A causa di ciò il pianeta è stato conquistato molto facilmente dai Darkspore. Una delle più grandi fabbriche di Infinity estrae i materiali da costruzione direttamente dal nucleo del pianeta, e la si può visitare nella missione 5-3. Il Distruttore di Infinity è Arcturus, "Il Collosso Cibernetico".
- Scaldron - Un tempo Scaldron non era la landa desertica che è oggi, ma bensì il pianeta natale dei Crogenitor, chiamato Perceptum. Quando ormai erano sull'orlo dell'estinzione, i Crogenitor spedirono nello spazio numerose capsule criogeniche con a bordo individui selezionati tenuti sotto controllo dall'HELIX. Fu anche formulato l'azzardato piano di stabilizzare l'E-DNA, sperando che un giorno i Crogenitor superstiti potessero usarlo contro il Corruttore. Pochi minuti dopo che le capsule lasciarono l'atmosfera non individuate, il Corruttore mosse il colpo finale, distruggendo l'ultimo simbolo della civiltà Crogenitor. La vita non evolveva mai su Perceptum così i Crogenitor introdussero sul pianeta tutti i generi genetici. Chi riuscisse a superare intatto le lande desertiche e le antiche rovine di questo mondo morto, si troverebbe davanti il Corruttore stesso.